# Lactarius pyrogalus
Lactarius pyrogalus (Pierre Bulliard, 1792 ex Elias Magnus Fries, 1838) este o specie de ciuperci necomestibile din încrengătura Basidiomycota în familia Russulaceae și de genul Lactarius, denumit în popor râșcovul cocoșului, bureți de alun sau bureți iuți. Acest burete coabitează, fiind un simbiont micoriza (formează micorize pe rădăcinile arborilor). În România, Basarabia și Bucovina de Nord crește în grupuri mai mari sau mici, pe soluri nutritive ușoare sau bogate in fier și azot, dar de asemenea pe cele argiloase, simbiontul preferat fiind alunul, dar se găsește câteodată și prin păduri de foioase sau mixte. Apare de la câmpie la munte, din (iunie) iulie până în noiembrie. Epitetul soiului se trage din cuvintele grecești ((gr. πυρο=foc) și (gr. γάλα=lapte), adică „lapte de foc”.

## Taxonomie
Deși specia a fost descrisă de mai mulți micologi cunoscuți sub diverse denumiri (vezi infocasetă), cu toate acceptate sinonim, numele binomial însă este cel creat mai întâi de omul de știință francez Pierre Bulliard ca Agaricus pyrogalus și publicat în 1792, apoi redenumit de marele savant Elias Magnus Fries sub numele actual (2018), alăturându-l genului Lactarius, de verificat în cartea sa Epicrisis systematis mycologici, seu synopsis hymenomycetum din 1838.

## Descriere

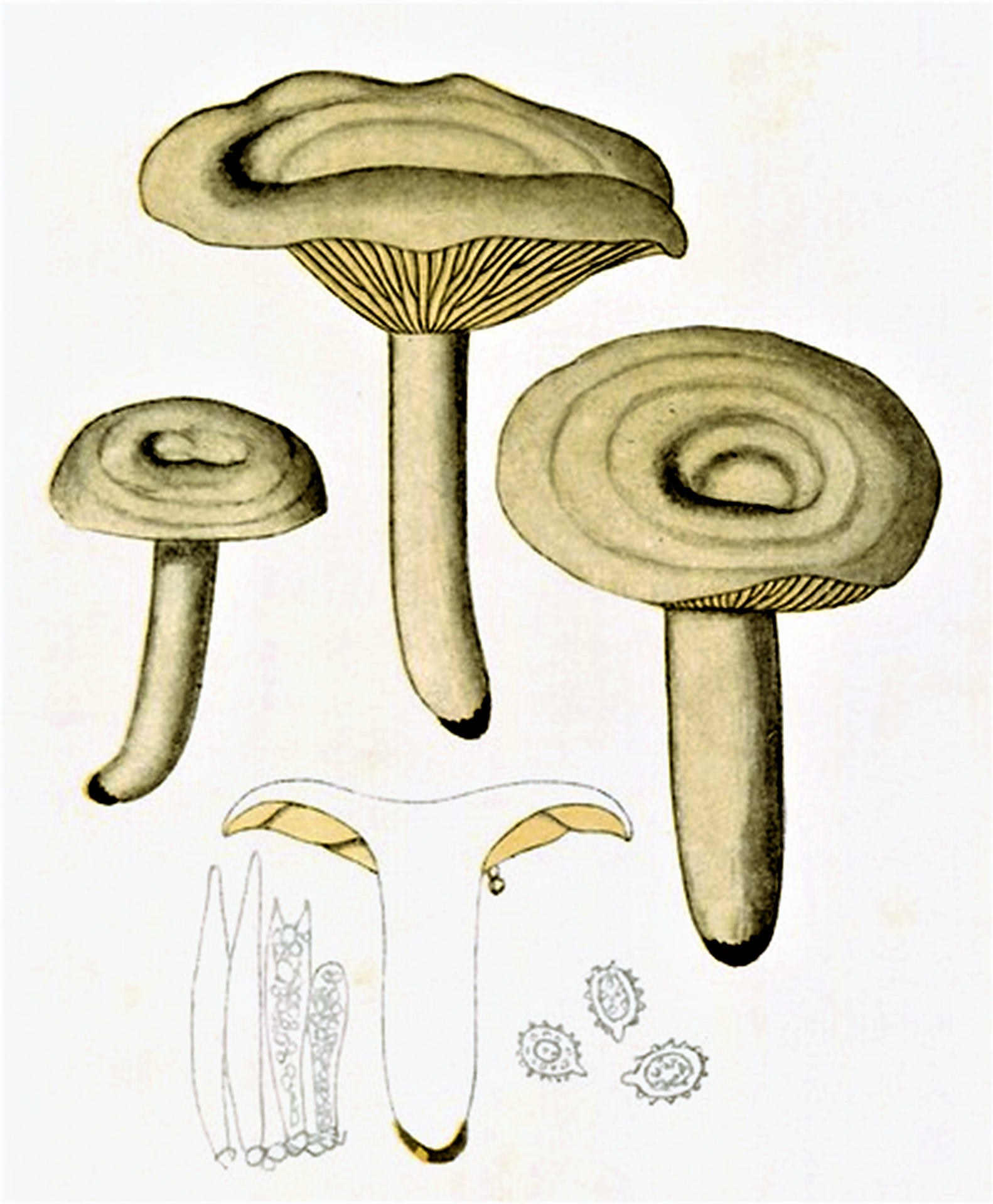
Bres.: Lactarius pyrogalus

- Pălăria: are un diametru de 5–10 cm, este destul de cărnoasă, fragilă, inițial ușor brumată gălbui la margine, boltită, pentru timp lung cu marginea răsfrântă spre picior, apoi din ce în ce mai aplatizată și adâncită în centru, la bătrânețe în formă de pâlnie. Cuticula este netedă, unsuros-lipicioasă, dar nu lucioasă, formând ocazional zone slabe ceva mai închise orânduite concentric. Coloritul variază mult: de la gri-gălbui și gri-măsliniu, peste gri-brun, până la brun-violaceu, devenind în vârstă gri-verzui. La tăiere pierde imediat foarte mult suc.
- Lamelele: sunt subțiri, ușor arcuite cu lameluțe intercalate și muchii netede care stau în contrast cu alte specii ale genului distanțate, inițial mai degrabă aderate larg la picior, lungindu-se în vârstă și devenind slab decurente de-a lungul lui precum neregulat ondulate. Coloritul este gălbui până portocaliu, la bătrânețe ocru sau ocru-portocaliu.
- Piciorul: are o înălțime de 4-8 cm și o lățime de 0,8-1,5 (2) cm, este neted, cilindric precum adesea îngroșat spre bază, unsuros, tânăr plin, apoi împăiat și la bătrânețe gol pe dinăuntru. Culoarea suprafeței este gri-albicioasă până gri-brună, dar mereu mai deschisă decât cuticula.
- Carnea: este albicioasă fără a se decolora la leziune sau tăiere și destul de compactă și cărnoasă. Mirosul este foarte slab fructuos, amintind de mere, dar gustul în primul moment acru și amar care devine după câteva secunde extrem de iute. Iuțirea provine de la alcaloidul unei rășini numită piperină.
- Laptele: care curge în abundentă este foarte iute și alb, necolorându-se în contact cu aerul sau după  uscare.[4][5]
- Caracteristici microscopice: are spori rotunjori până ovoidali, în forma unei picături, amiloizi (ce înseamnă colorabilitatea structurilor tisulare folosind reactivi de iod), hialini (translucizi), suprafața fiind presărată de negi mici turtiți de până la 0,5 µm într-o rețea incompletă, având o mărime de 8-10 x 7-8 microni. Pulberea lor este gălbuie. Basidiile cu 2-4 sterigme fiecare sunt cuneiforme și măsoară 45-50 x 8-10 microni. Cistoidele la muchii (celule de obicei izbitoare și sterile care pot apărea între basidii și himen, stratul fructifer) sunt fusiforme, ascuțite spre vârf asemănător unei lance, cu o mărime de 50-70 x 6-7 microni.[8]
- Reacții chimice: Carnea se colorează cu fenol brun, cu sulfoformol după 30 de minute lila-roșiatic, laptele cu Hidroxid de potasiu repede galben-auriu până ocru-portocaliu, iar carnea galben de sulf, carnea cu guaiacol albăstrui, cu sulfat de fier imediat galben-rozaliu și cu tinctură de Guaiacum peste brun-rozaliu încet deschis gri-verzui.[9][10]

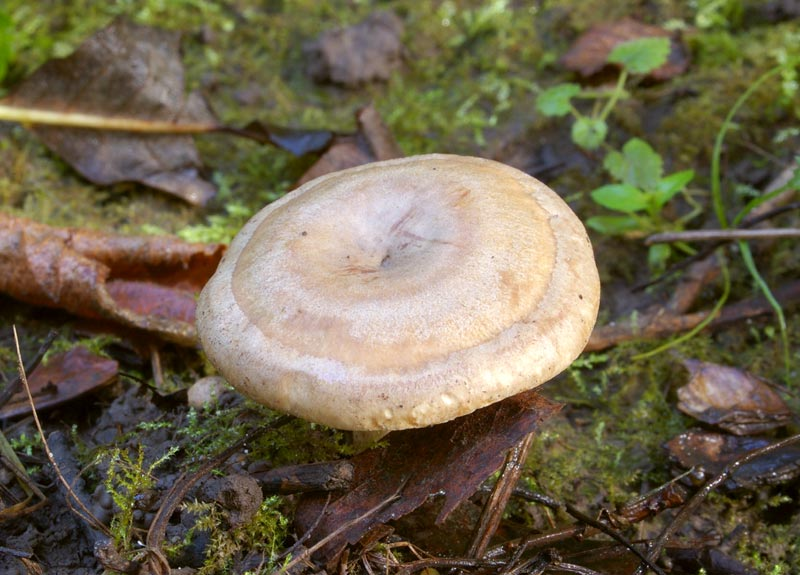
L. pyrogalus matur: pălărie
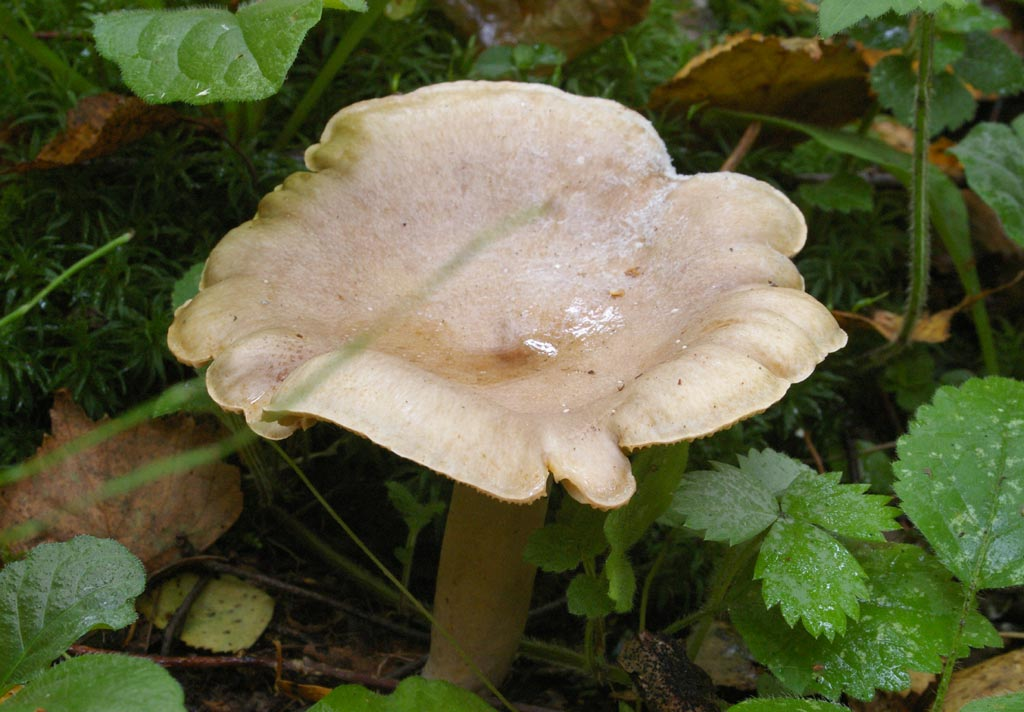
L. pyrogalus matur cu marginea ondulată
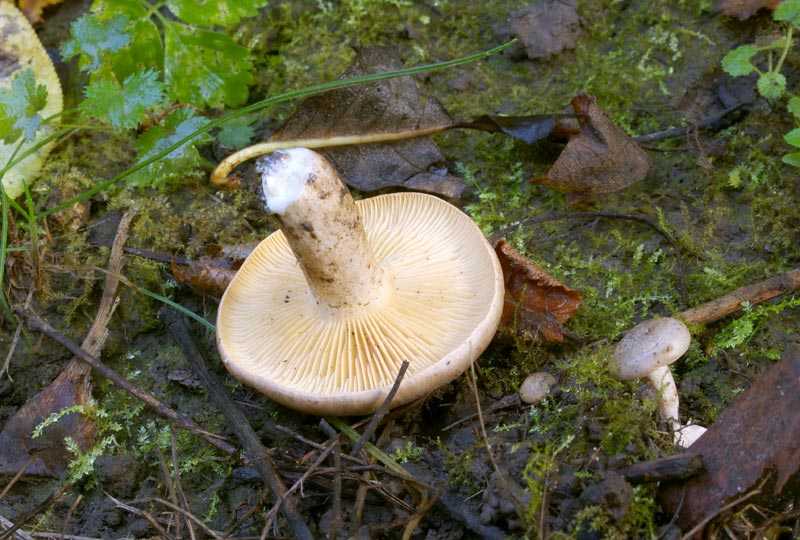
L. pyrogalus mai tânăr: lamele și picior
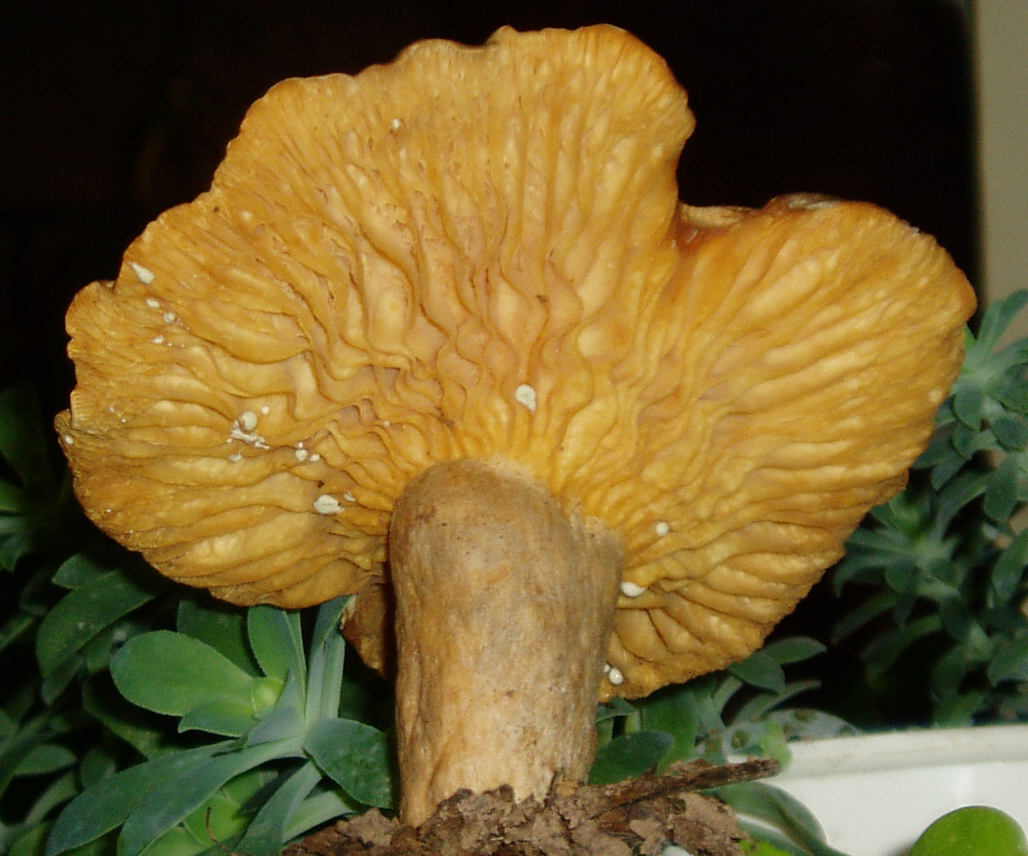
L. pyrogalus bătrân: lamele și picior

## Confuzii
Deși bine de identificat, datorită lamelelor sale distanțate și gălbuie, cu excepția gemenului său Lactarius flexuosus (necomestibil), râșcovul cocoșului poate totuși fi confundat de începători cu specii ale aceluiași gen, cu toate necomestibile, ca de exemplu cu: Lactarius acris, Lactarius azonites (necomestibil), Lactarius blennius, Lactarius circellatus, Lactarius decipiens (necomestibil), Lactarius fluens, Lactarius glyciosmus (condiționat comestibil), Lactarius mammosus sin. Lactarius fuscus (necomestibil), Lactarius scrobiculatus (otrăvitor), Lactarius trivialis sin. Lactarius bertillonii var. queletii, Lactarius turpis (posibil letal), Lactarius uvidus sau Lactarius vietus. Mai departe, o confuzie ar fi posibilă chiar și cu delicioșii Lactarius aurantiacus sin. Lactarius mitissimus  și Lactarius volemus.

## Specii asemănătoare în imagini

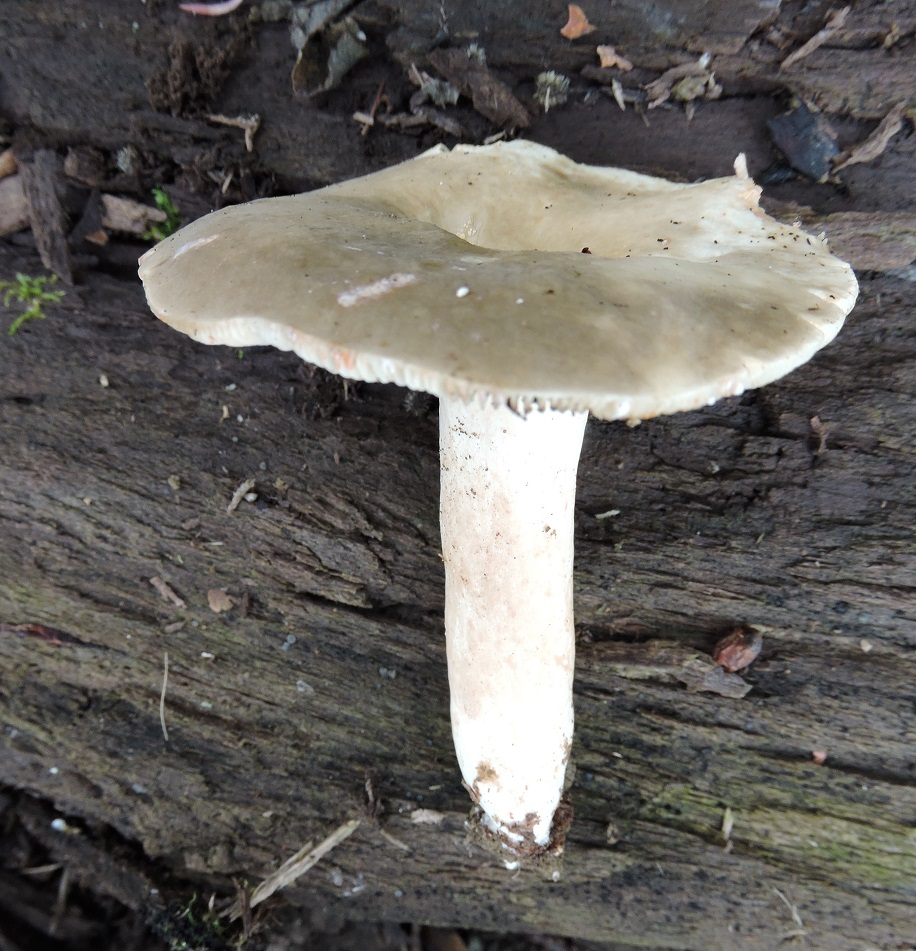
!Lactarius acris!
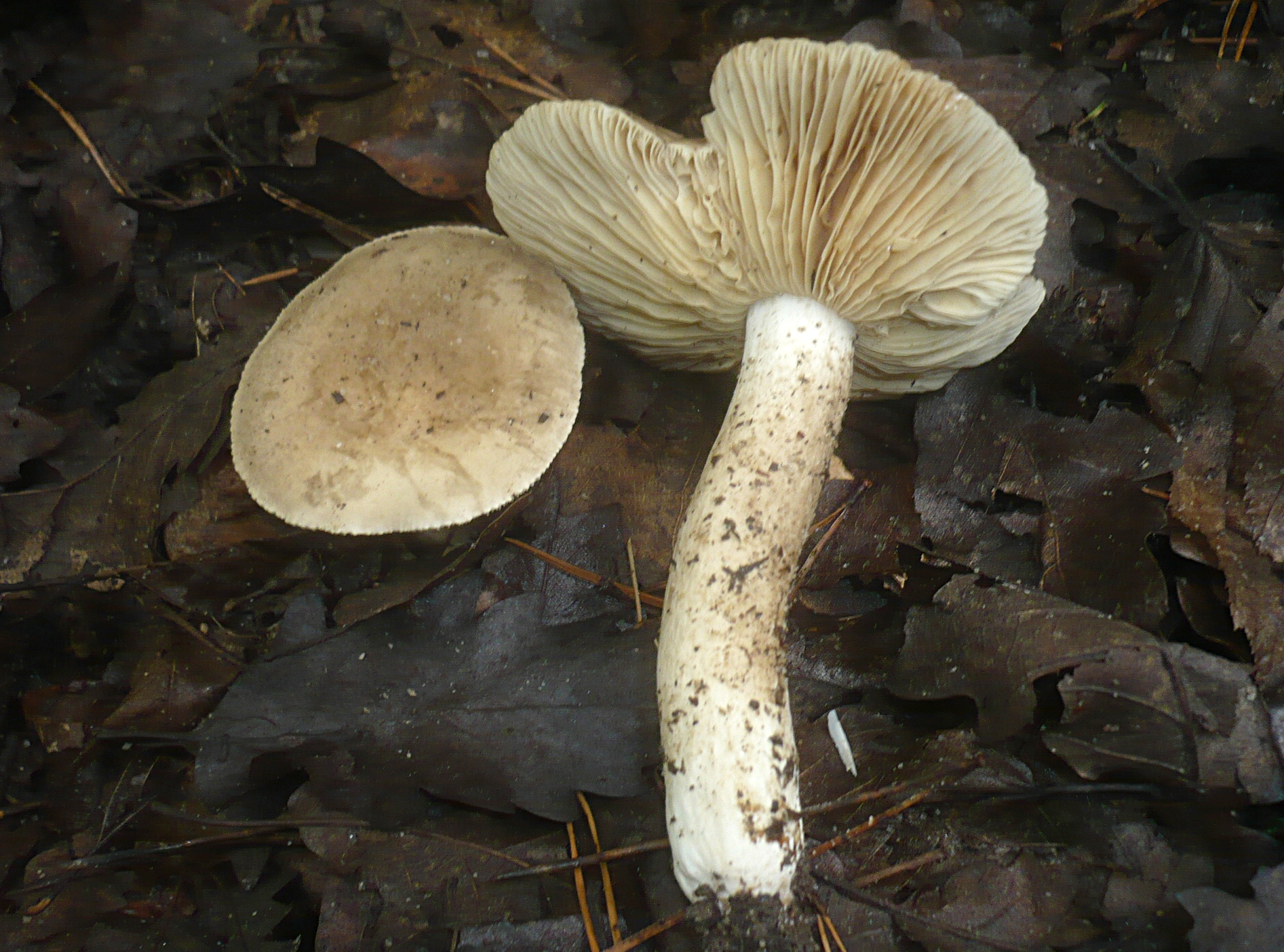
!Lactarius azonites!
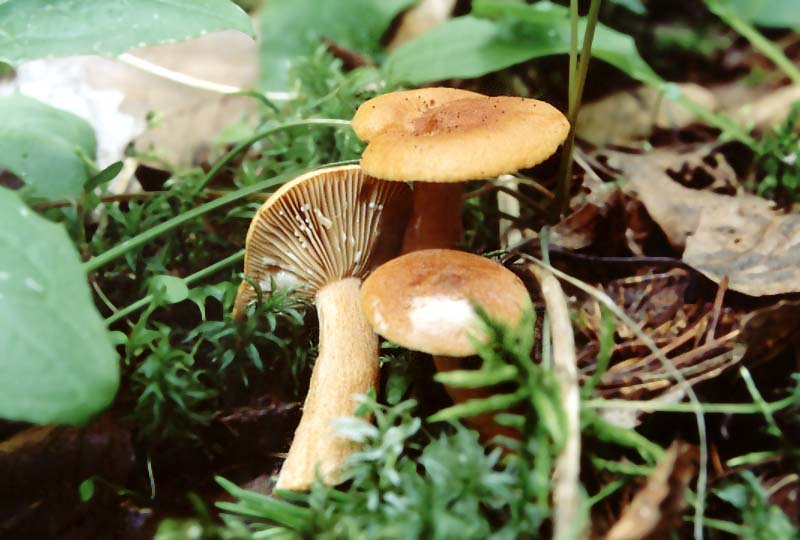
Lactarius aurantiacus sin. mitissimus
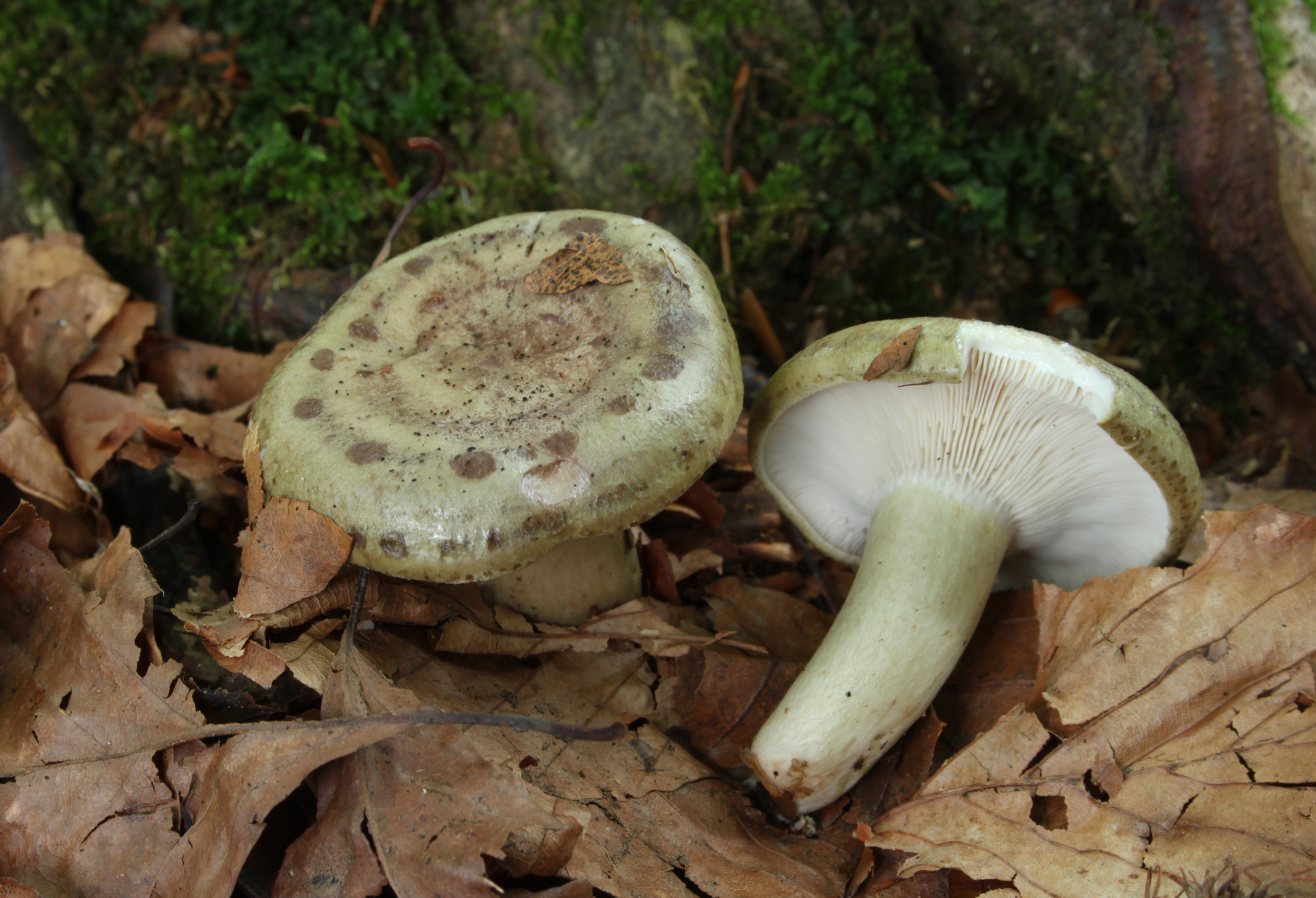
!Lactarius blennius!
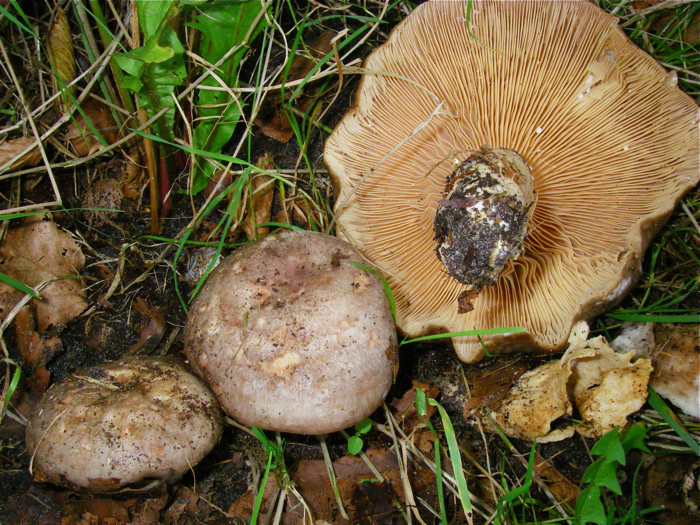
!Lactarius circellatus!
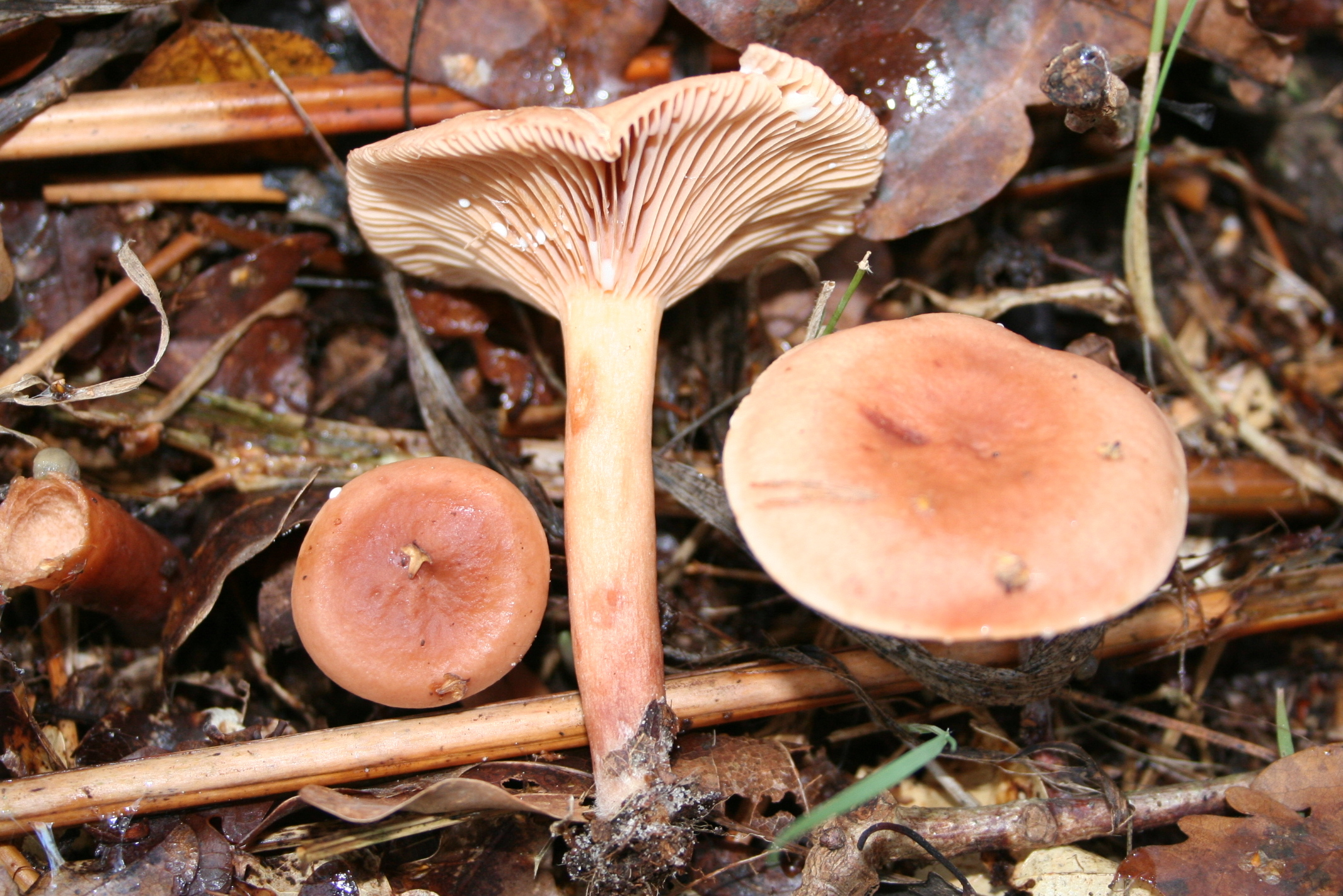
! Lactarius decipiens!
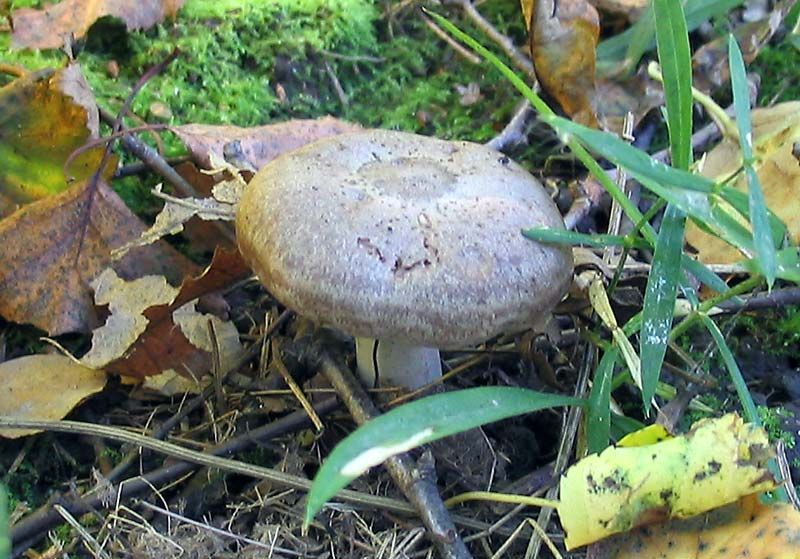
!Lactarius flexuosus!
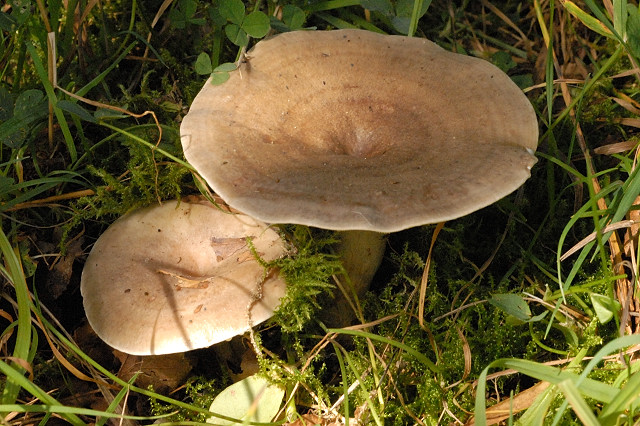
!Lactarius fluens!

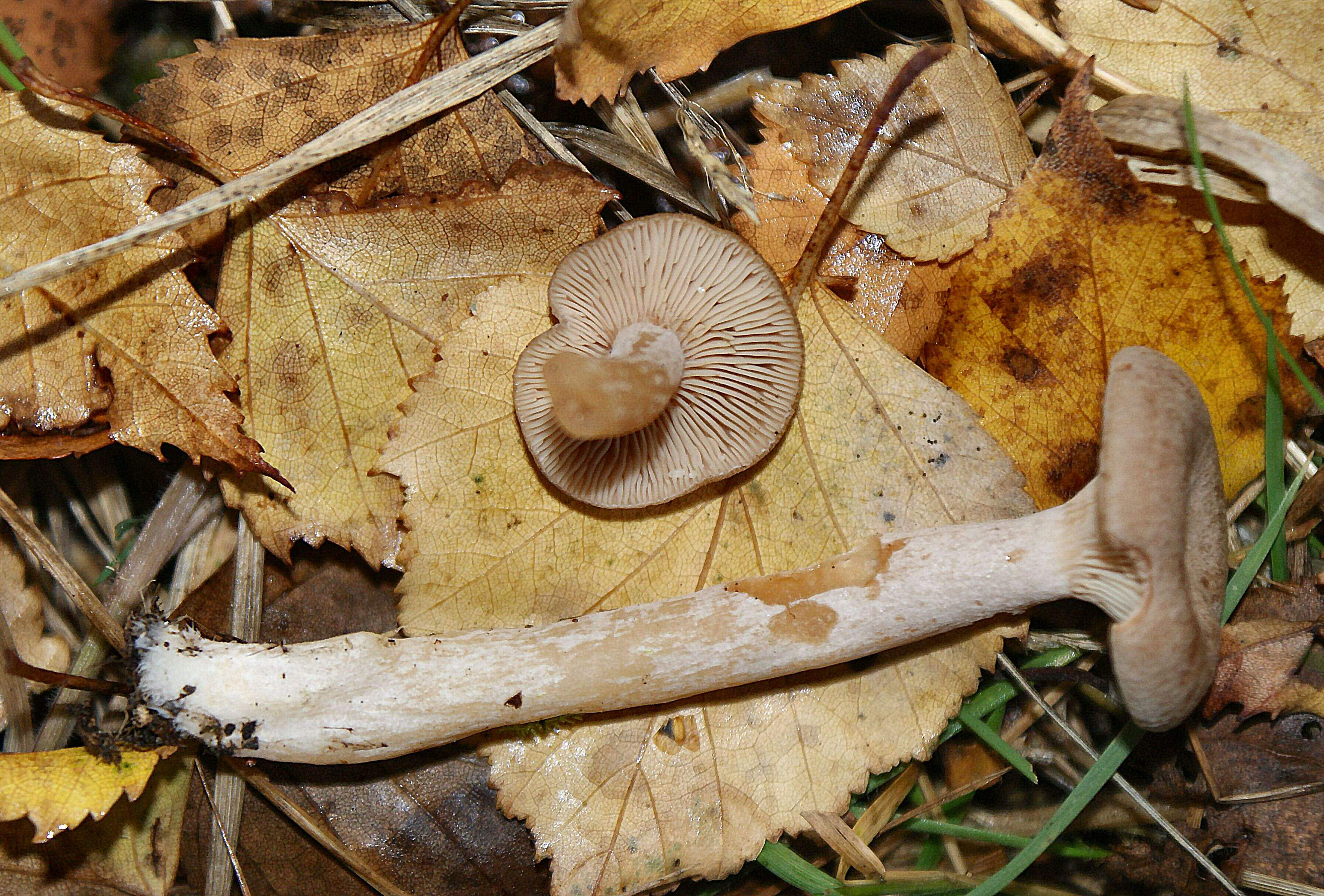
Lactarius glyciosmus
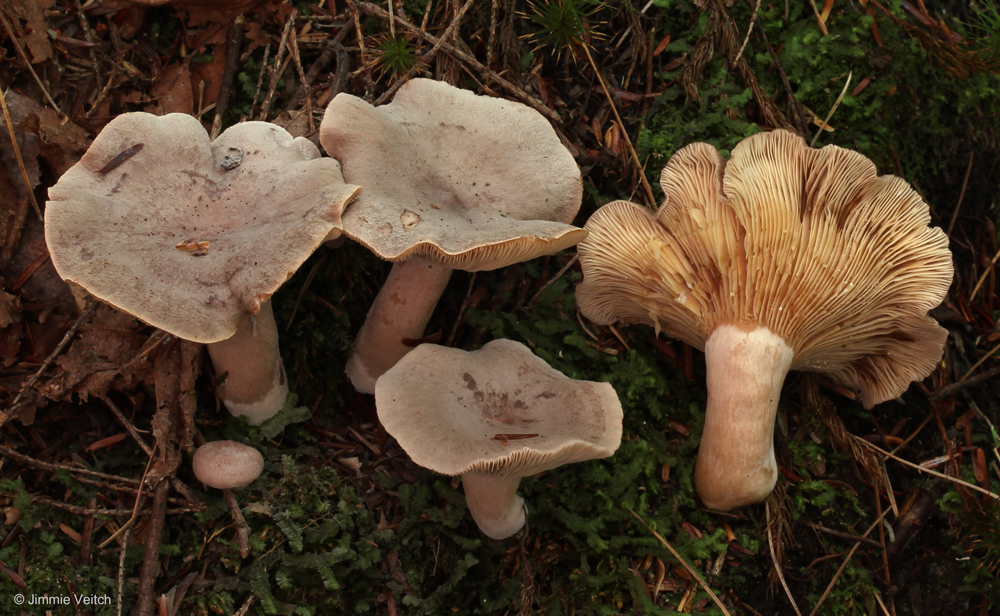
!Lactarius mammosus!
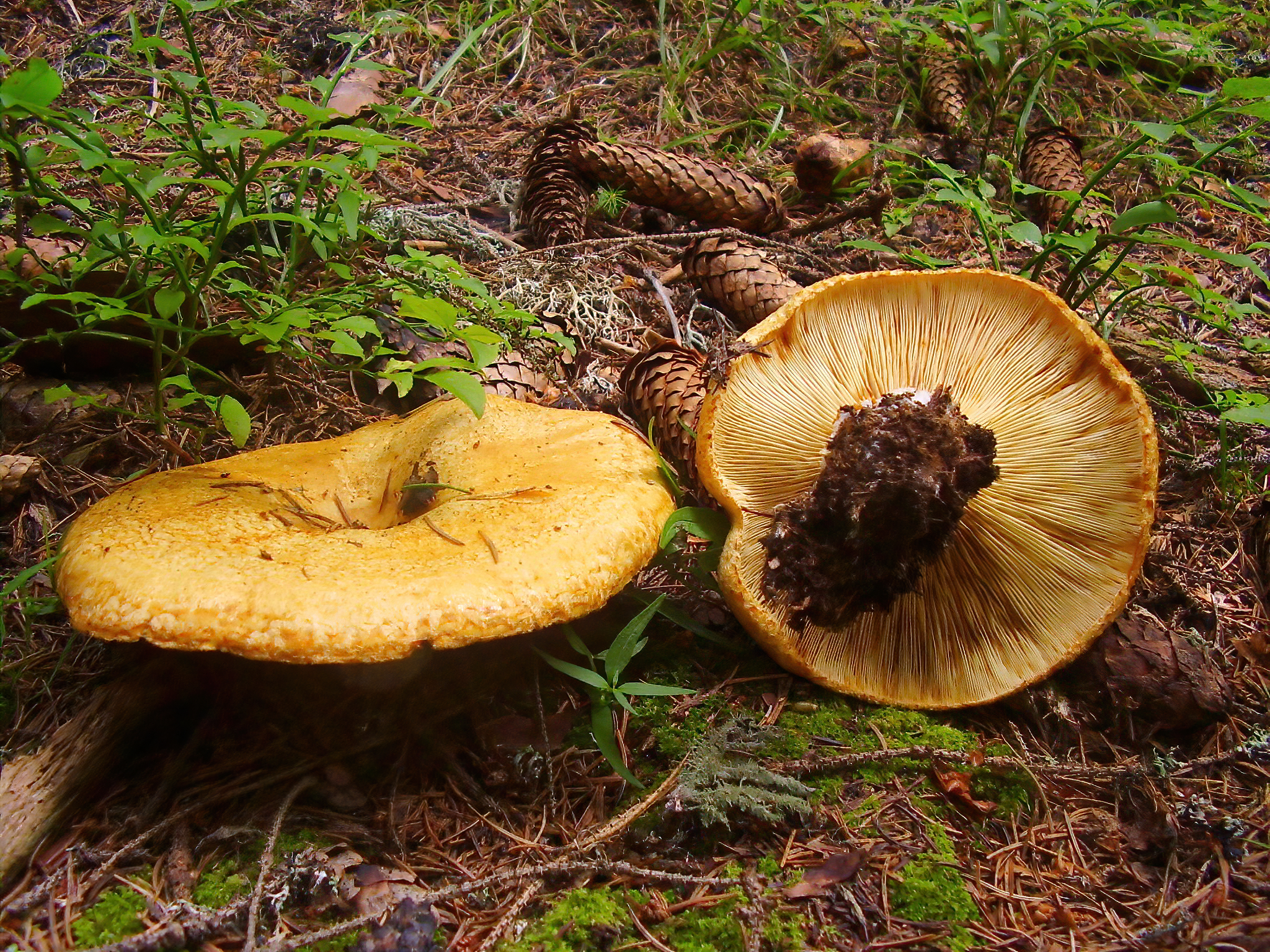
!!Lactarius scrobiculatus!!
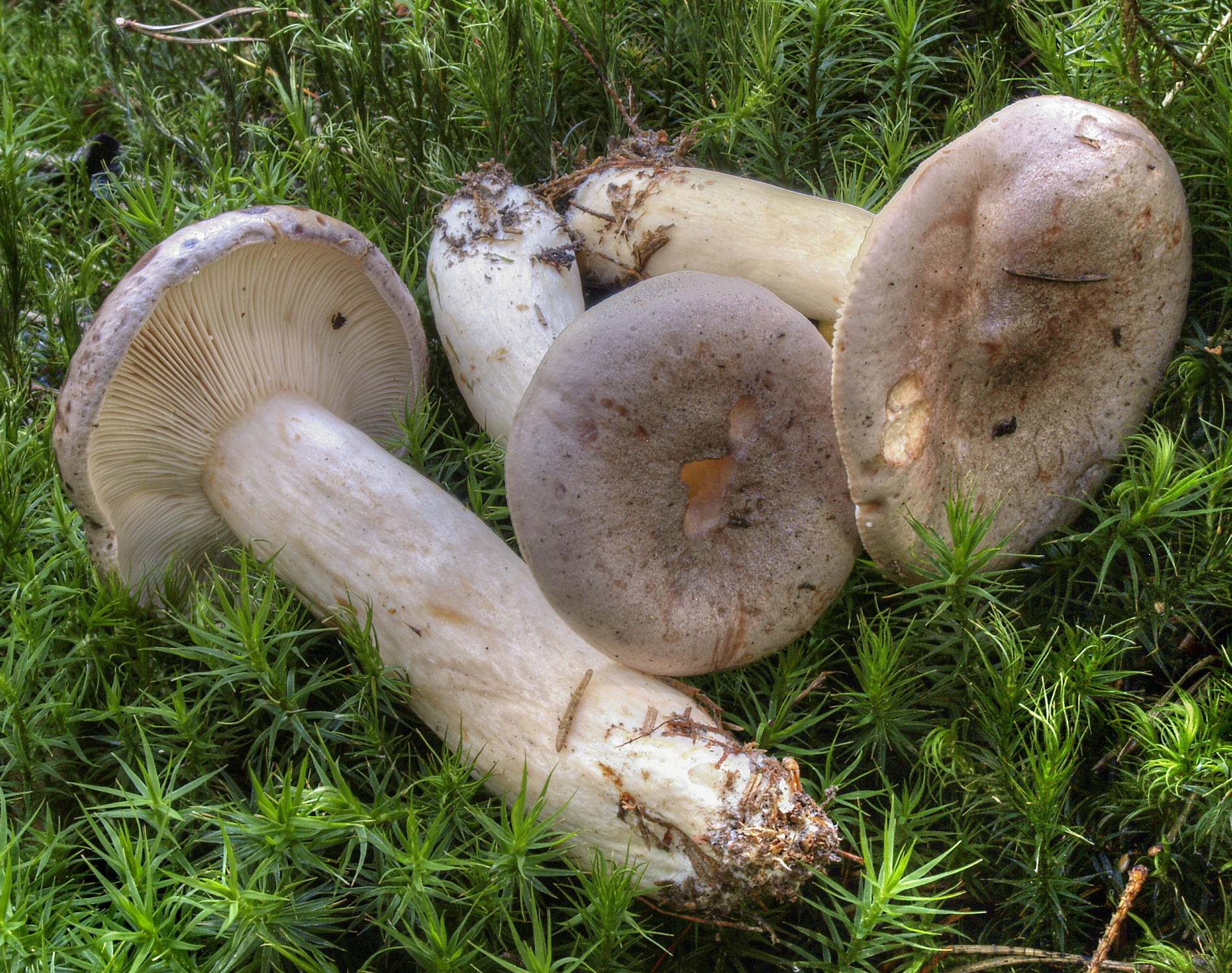
!Lactarius trivialis!
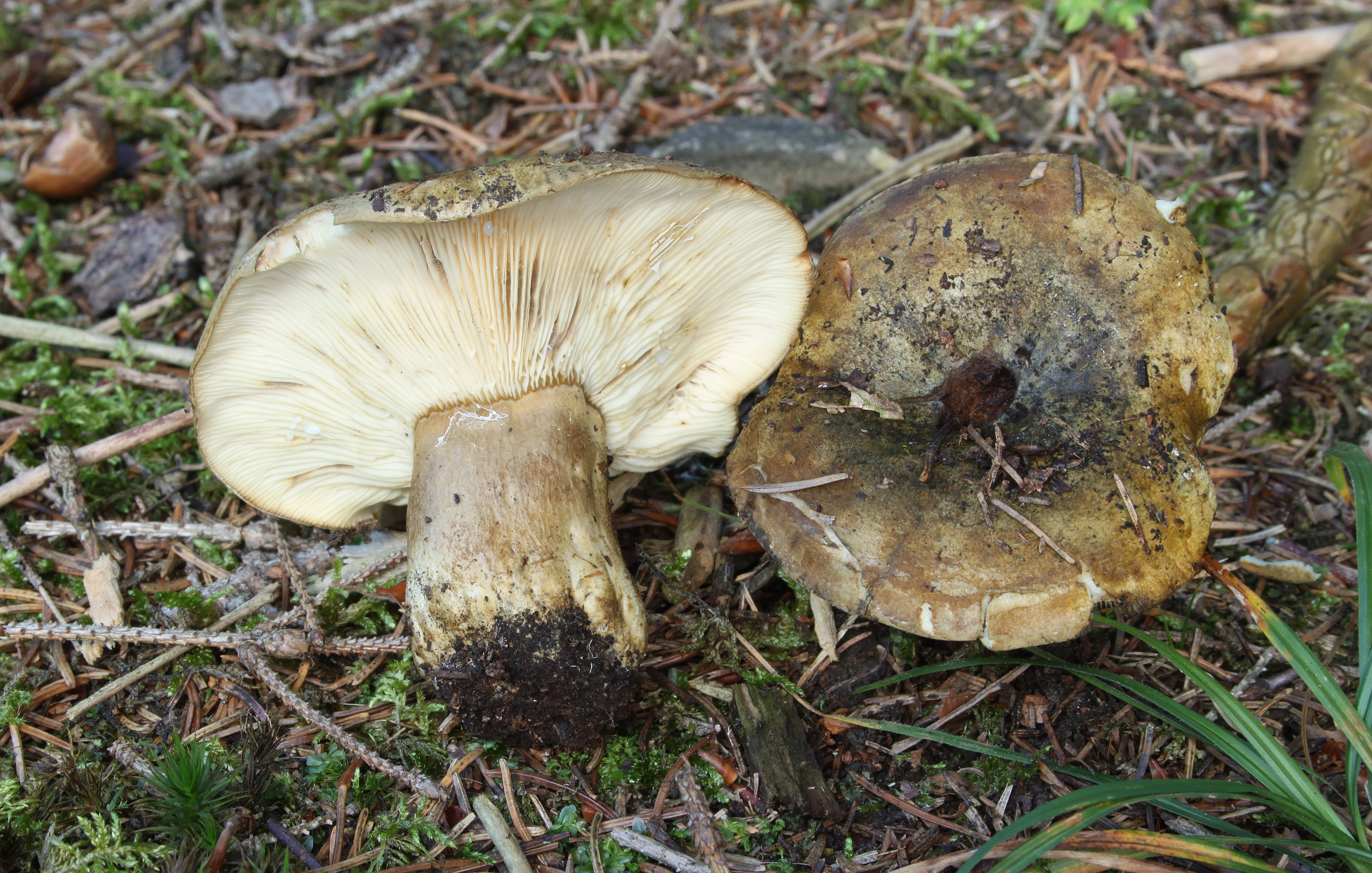
!!!Lactarius turpis!!!
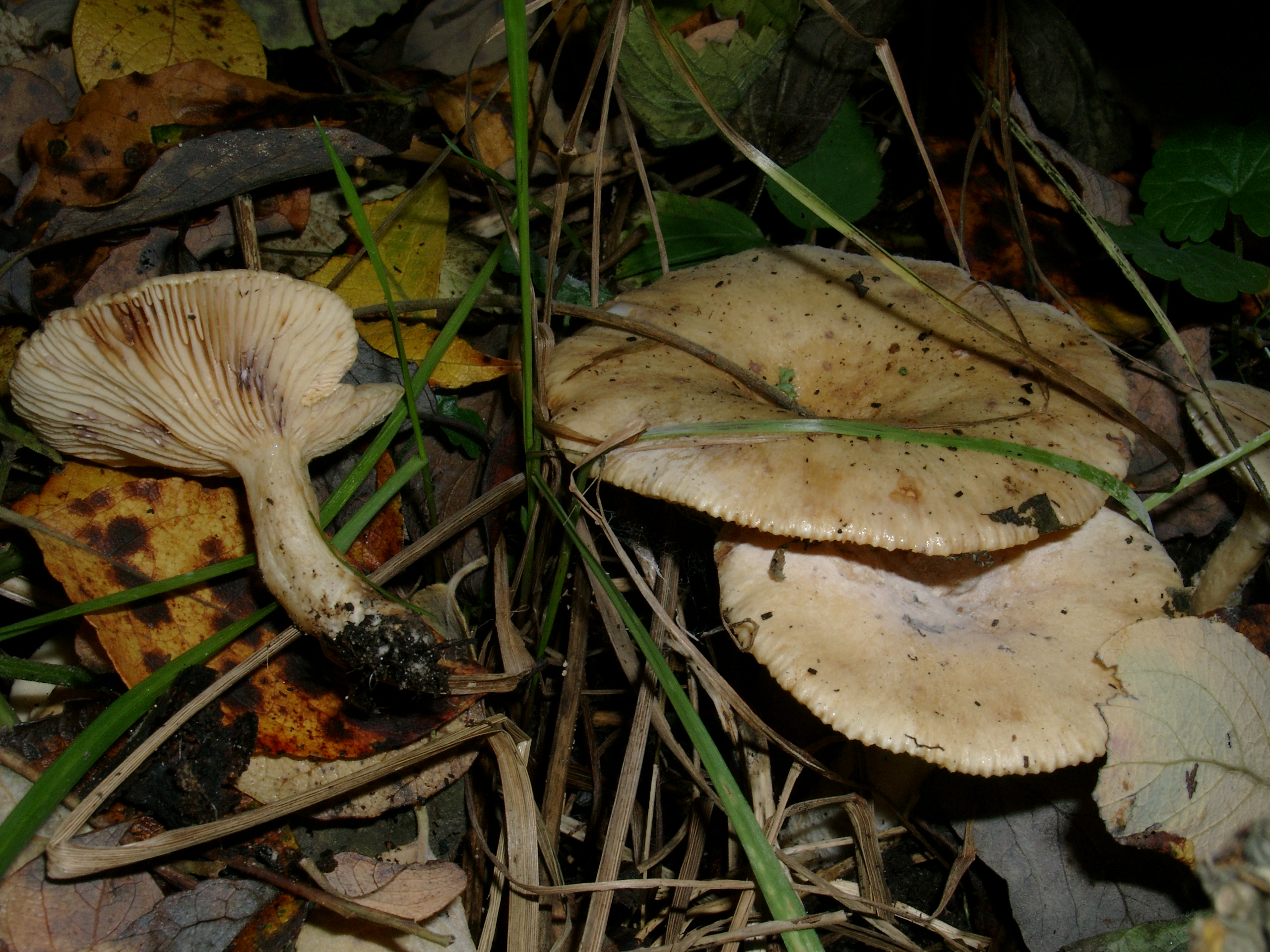
!Lactarius uvidus!
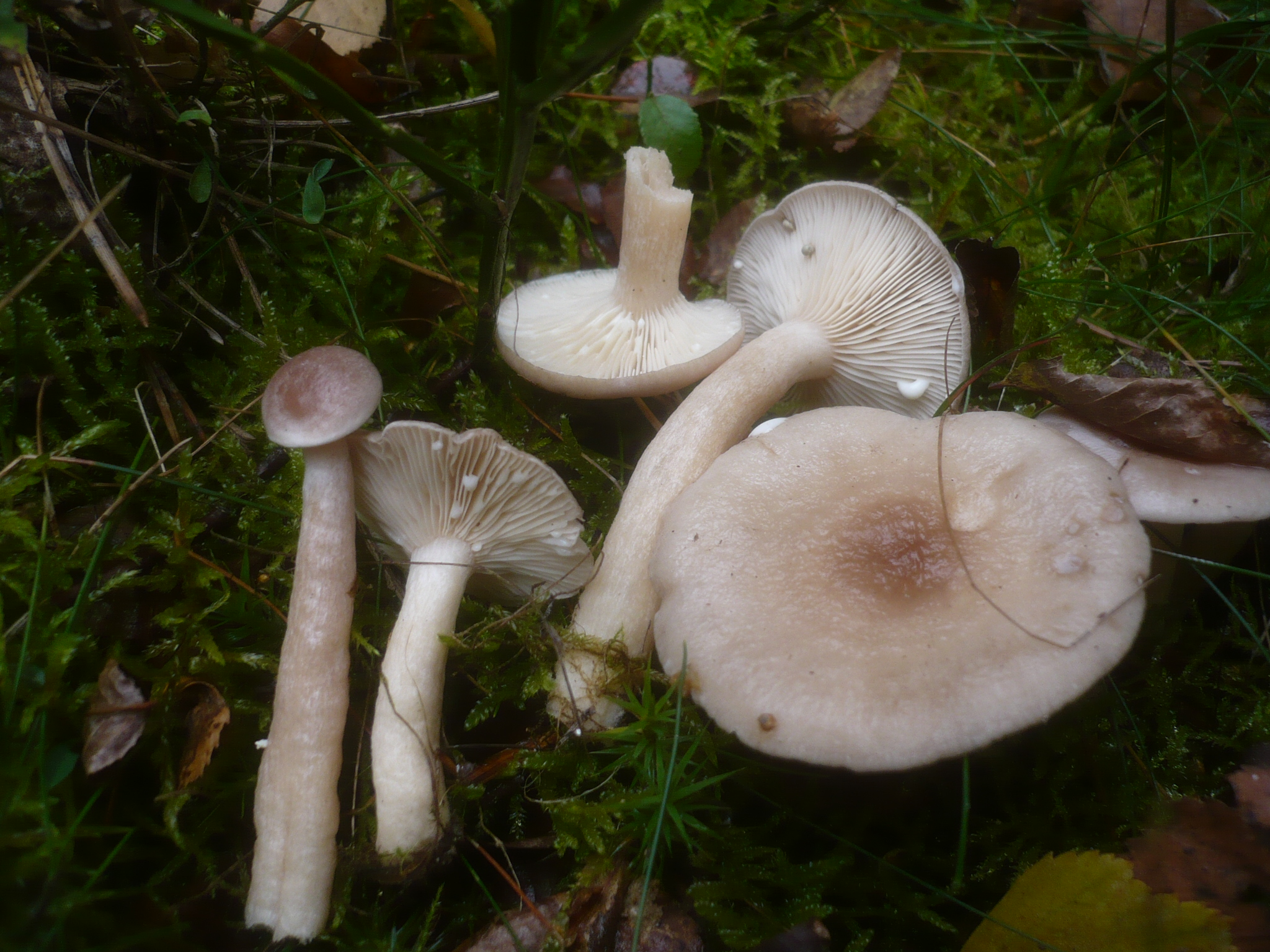
!Lactarius vietus!
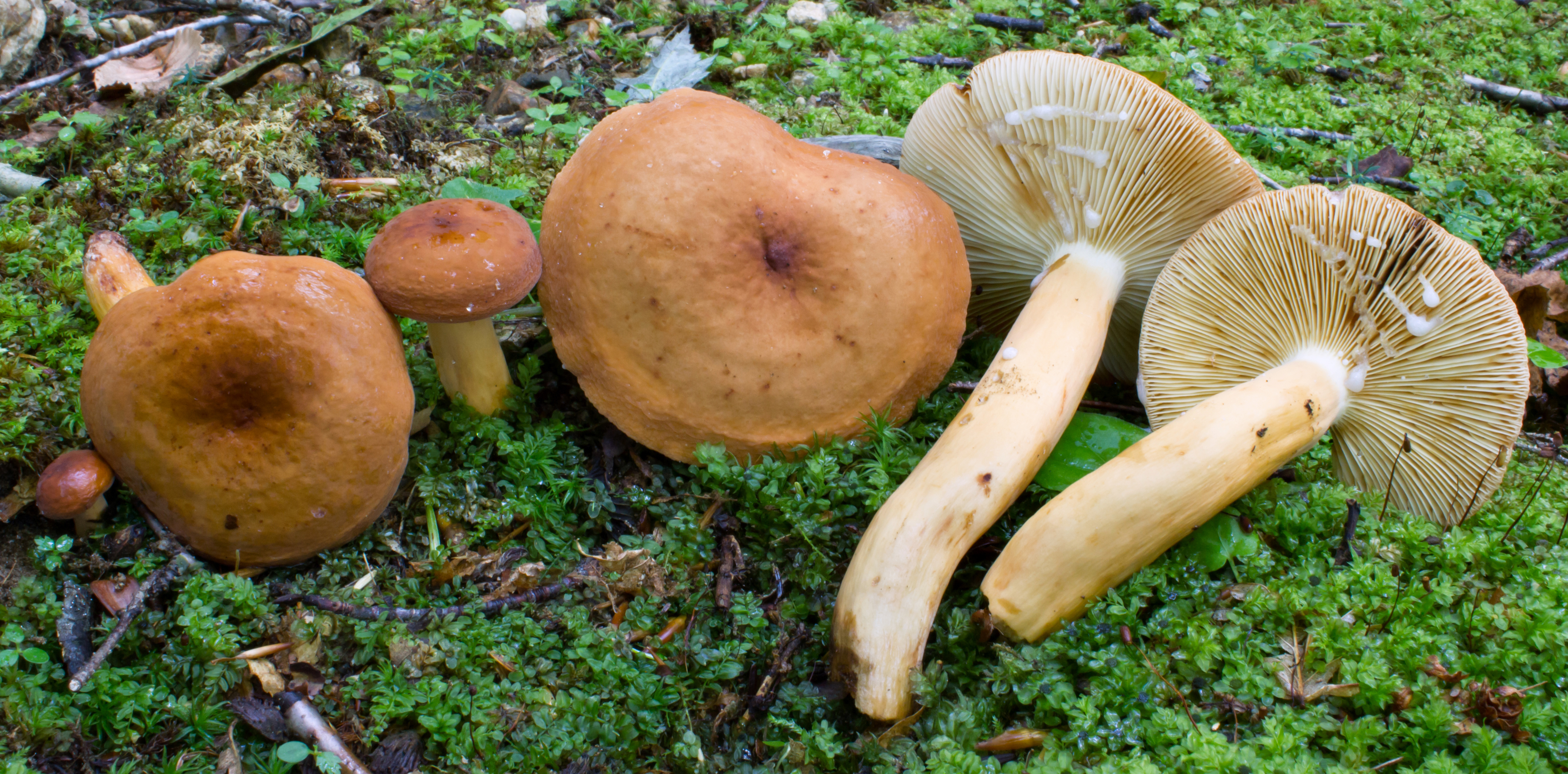
Lactarius volemus

## Valorificare
Bureții de alun sunt necomestibili din cauza gustului lor dezgustător acru, amar și extrem de iute.